# Aulacorhynchus sulcatus
Il tucanetto beccosolcato (Aulacorhynchus sulcatus (Swainson, 1820)), noto anche come tucanetto beccoscanalato, è un uccello della famiglia Ramphastidae, diffuso in Sud America.

## Descrizione
Ha una lunghezza totale ca. 35 centimetri e pesa 150-200 grammi. Come gli altri membri del suo genere, è principalmente verde. La gola è bianca (o blu chiaro nella sottospecie A. s. erythrognathus) e la pelle oculare è blu.

## Distribuzione e habitat
Si trova nelle montagne del nord-est della Colombia e del nord del Venezuela.
Il suo habitat naturale è la foresta umida subtropicale, la foresta tropicale e i boschi.

## Tassonomia
Il tucanetto beccoscanalato è stato originariamente descritto nel genere Pteroglossus.
Sono riconosciute tre sottospecie:
- Aulacorhynchus sulcatus sulcatus (Swainson , 1820) -  diffusa nel nord del Venezuela
- Aulacorhynchus sulcatus erythrognathus Gould , 1874 - nord-est del Venezuela
- Aulacorhynchus sulcatus calorhynchus Gould, 1874 - tucano dal becco giallo (precedentemente considerato come una specie separata), diffuso nel nord-ovest del Venezuela e nella Colombia nord-orientale.

## Conservazione
La IUCN Red List classifica Aulacorhynchus sulcatus come specie a basso rischio (Least Concern).
Si trova in diverse aree protette come il Parco nazionale Henri Pittier in Venezuela.